# درک گمبلین
درک گمبلین (انگلیسی: Derek Gamblin؛ زادهٔ ۱ ژانویهٔ ۱۹۴۰) بازیکن فوتبال اهل بریتانیا است.
از باشگاه‌هایی که در آن بازی کرده‌است می‌توان به باشگاه فوتبال پورتسموث، باشگاه فوتبال لیترهید، باشگاه فوتبال وینچستر سیتی، باشگاه فوتبال ساتون یونایتد، تیم فوتبال المپیک بریتانیای کبیر، و باشگاه فوتبال وایکام واندررز اشاره کرد.
وی همچنین در تیم ملی فوتبال تیم فوتبال المپیک بریتانیای کبیر بازی کرده‌است.